# Beardstown, Illinois
Beardstown är en stad (city) i Cass County, i delstaten Illinois, USA. Enligt United States Census Bureau har staden en folkmängd på 6 096 invånare (2011) och en landarea på 9,2 km².